# 24-Stunden-Rennen von Le Mans 2009

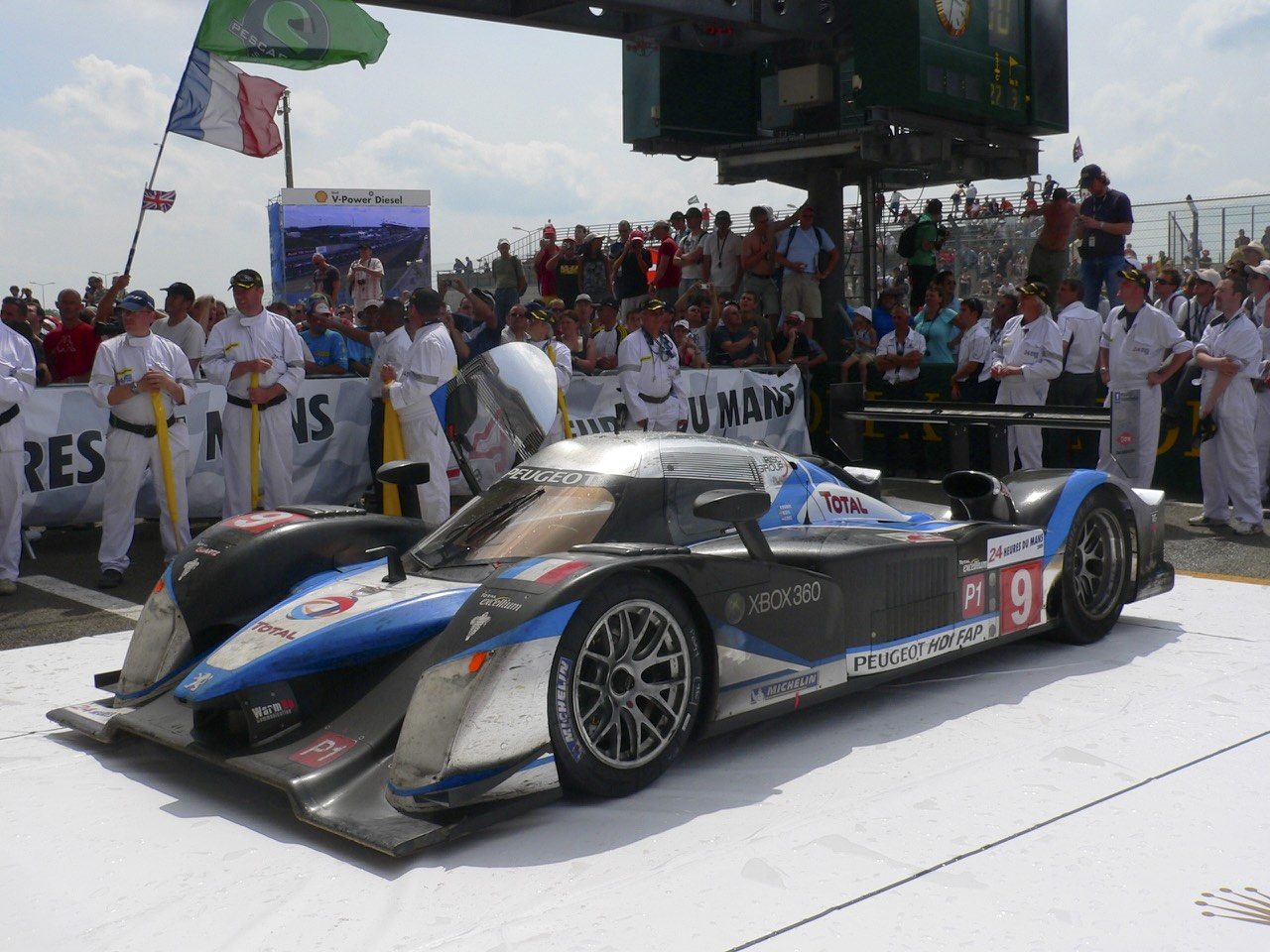
Der Peugeot 908 HDi FAP, Siegerfahrzeug des 24-Stunden-Rennens von Le Mans 2009

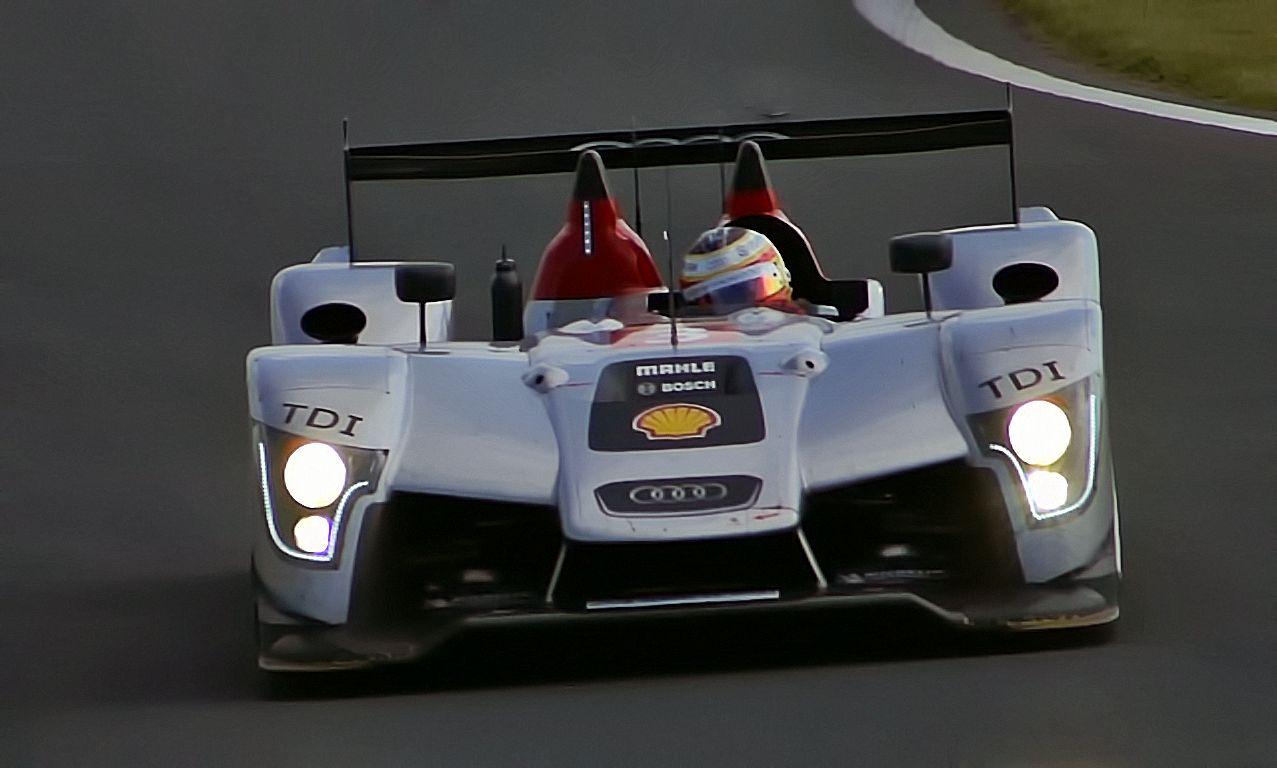
Audi R15 TDi

Das 77. 24-Stunden-Rennen von Le Mans, der 77e Grand Prix d’Endurance les 24 Heures du Mans, auch 24 Heures du Mans, Circuit de la Sarthe, Le Mans, fand vom 13. bis 14. Juni 2009 auf dem Circuit des 24 Heures statt.

## Das Rennen
Das Rennen wurde vom Automobile Club de l’Ouest veranstaltet und am 13. Juni um 15 Uhr gestartet. Das Rennen wurde von 234.800 Zuschauern besucht.
Peugeot gewann das Rennen bei seiner dritten Teilnahme mit dem Peugeot 908 HDi FAP mit den Fahrern David Brabham, Marc Gené und Alexander Wurz. Platz zwei wurde von einem weiteren Peugeot belegt. Audi, in den vorherigen neun Jahren acht Mal siegreich, musste sich geschlagen geben. Der bestplatzierte Audi R15 TDI lag am Ende des Rennens auf Platz drei. In der Klasse LMP2 siegte das Team Essex im Porsche RS Spyder. Corvette Racing lag zum Ende des Rennens in der Klasse GT1 vorne, während Risi Competizione im Ferrari F430 die Klasse GT2 für sich entschied.

## Ergebnisse

### Piloten nach Nationen
| 52 Franzosen   | 29 Briten      | 14 Deutsche  | 12 Italiener  | 9 Amerikaner  |
| 8 Österreicher | 8 Niederländer | 5 Dänen      | 5 Japaner     | 5 Portugiesen |
| 4 Schweizer    | 3 Brasilianer  | 3 Monegassen | 2 Argentinier | 2 Australier  |
| 2 Belgier      | 2 Spanier      | 2 Tschechen  | 2 Chinesen    | 1 Finne       |
| 1 Russe        | 1 Saudi        | 1 Schwede    | 1 Inder       |               |

### Schlussklassement
| Pos.            | Klasse | Nr. | Team                       | Fahrer                                                         | Chassis                     | Motor                      | Reifen | Runden |
| --------------- | ------ | --- | -------------------------- | -------------------------------------------------------------- | --------------------------- | -------------------------- | ------ | ------ |
| 1               | LMP1   | 9   | Peugeot Sport Total        | David Brabham Marc Gené Alexander Wurz                         | Peugeot 908 HDi FAP         | Peugeot HDi 5.5L Turbo V12 | M      | 382    |
| 2               | LMP1   | 8   | Team Peugeot Total         | Franck Montagny Sébastien Bourdais Stéphane Sarrazin           | Peugeot 908 HDi FAP         | Peugeot HDi 5.5L Turbo V12 | M      | 381    |
| 3               | LMP1   | 1   | Audi Sport Team Joest      | Tom Kristensen Allan McNish Rinaldo Capello                    | Audi R15 TDI                | Audi TDI 5.5L Turbo V10    | M      | 376    |
| 4               | LMP1   | 007 | Charouz Racing System      | Jan Charouz Tomáš Enge Stefan Mücke                            | Lola-Aston Martin B09/60    | Aston Martin 6.0L V12      | M      | 373    |
| 5               | LMP1   | 11  | Team ORECA Matmut AIM      | Olivier Panis Nicolas Lapierre Soheil Ayari                    | ORECA 01                    | AIM YS5.5 5.5L V10         | M      | 370    |
| 6               | LMP1   | 7   | Team Peugeot Total         | Nicolas Minassian Pedro Lamy Christian Klien                   | Peugeot 908 HDi FAP         | Peugeot HDi 5.5L Turbo V12 | M      | 369    |
| 7               | LMP1   | 14  | Kolles                     | Charles Zwolsman junior Narain Karthikeyan1 André Lotterer     | Audi R10 TDI                | Audi TDI 5.5L Turbo V12    | M      | 369    |
| 8               | LMP1   | 16  | Pescarolo Sport            | Christophe Tinseau Bruce Jouanny João Barbosa                  | Pescarolo 01                | Judd GV5.5 S2 5.5L V10     | M      | 368    |
| 9               | LMP1   | 15  | Kolles                     | Christian Bakkerud Christijan Albers Giorgio Mondini           | Audi R10 TDI                | Audi TDI 5.5L Turbo V12    | M      | 360    |
| 10              | LMP2   | 31  | Team Essex                 | Casper Elgaard Kristian Poulsen Emmanuel Collard               | Porsche RS Spyder Evo       | Porsche MR6 3.4L V8        | M      | 357    |
| 11              | LMP1   | 12  | Signature Plus             | Pierre Ragues Franck Mailleux Didier André                     | Courage-ORECA LC70          | Judd GV5.5 S2 5.5L V10     | M      | 344    |
| 12              | LMP2   | 33  | Speedy Racing Team         | Benjamin Leuenberger Xavier Pompidou Jonny Kane                | Lola B08/80                 | Judd DB 3.4L V8            | M      | 343    |
| 13              | LMP1   | 008 | Aston Martin Racing        | Anthony Davidson Darren Turner Jos Verstappen                  | Lola-Aston Martin B09/60    | Aston Martin 6.0L V12      | M      | 342    |
| 14              | LMP1   | 13  | Speedy Racing Team         | Andrea Belicchi Nicolas Prost Neel Jani                        | Lola B08/60                 | Aston Martin 6.0L V12      | M      | 342    |
| 15              | GT1    | 63  | Corvette Racing            | Johnny O’Connell Jan Magnussen Antonio García                  | Chevrolet Corvette C6.R     | Chevrolet LS7.R 7.0L V8    | M      | 342    |
| 16              | GT1    | 73  | Luc Alphand Aventures      | Xavier Maassen Yann Clairay Julien Jousse                      | Chevrolet Corvette C6.R     | Chevrolet LS7.R 7.0L V8    | D      | 336    |
| 17              | LMP1   | 3   | Audi Sport Team Joest      | Timo Bernhard Romain Dumas Alexandre Prémat                    | Audi R15 TDI                | Audi TDI 5.5 L Turbo V10   | M      | 333    |
| 18              | GT2    | 82  | Risi Competizione          | Jaime Melo Pierre Kaffer Mika Salo                             | Ferrari F430 GTC            | Ferrari 4.0L V8            | M      | 329    |
| 19              | GT2    | 97  | BMS Scuderia Italia        | Fabio Babini Matteo Malucelli Paolo Ruberti                    | Ferrari F430 GTC            | Ferrari 4.0L V8            | P      | 327    |
| 20              | LMP2   | 24  | OAK Racing                 | Jacques Nicolet Richard Hein Jean-François Yvon                | Pescarolo 01                | Mazda MZR-R 2.0L Turbo I4  | D      | 325    |
| 21              | LMP1   | 23  | Strakka Racing             | Nick Leventis Peter Hardman Danny Watts                        | Ginetta-Zytek GZ09S         | Zytek 4.5L V8              | M      | 325    |
| 22              | GT2    | 83  | Risi Competizione          | Tracy Krohn Eric van de Poele Niclas Jönsson                   | Ferrari F430 GTC            | Ferrari 4.0L V8            | M      | 323    |
| 23              | GT2    | 92  | JMW Motorsport             | Rob Bell Andrew Kirkaldy Tim Sugden                            | Ferrari F430 GTC            | Ferrari 4.0L V8            | D      | 320    |
| 24              | LMP1   | 4   | Creation Autosportif       | Jamie Campbell-Walter Vanina Ickx Romain Iannetta              | Creation CA07               | Judd GV5.5 S2 5.5L V10     | M      | 319    |
| 25              | GT2    | 85  | Snoras Spyker Squadron     | Tom Coronel Jeroen Bleekemolen Jaroslav Janiš                  | Spyker C8 Laviolette GT2-R  | Audi 3.8L V8               | M      | 319    |
| 26              | GT2    | 78  | AF Corse                   | Gianmaria Bruni Luís Pérez Companc Matías Russo                | Ferrari F430 GTC            | Ferrari 4.0L V8            | M      | 317    |
| 27              | GT2    | 84  | Team Modena                | Leo Mansell Pierre Ehret Roman Russinow                        | Ferrari F430 GTC            | Ferrari 4.0L V8            | M      | 314    |
| 28              | LMP2   | 32  | Barazi-Epsilon             | Juan Barazi Phil Bennett Stuart Moseley                        | Zytek 07S/2                 | Zytek 2ZG348 3.4 L V8      | M      | 306    |
| 29              | GT2    | 99  | JMB Racing                 | Manuel Rodrigues Yvan Lebon Christophe Bouchut                 | Ferrari F430 GTC            | Ferrari 4.0L V8            | M      | 304    |
| 30              | GT2    | 81  | Team Seattle               | Patrick Dempsey Don Kitch Joe Foster                           | Ferrari F430 GTC            | Ferrari 4.0L V8            | M      | 301    |
| 31              | GT1    | 66  | Jetalliance Racing         | Lukas Lichtner-Hoyer Thomas Gruber Alexander Müller            | Aston Martin DBR9           | Aston Martin 6.0L V12      | M      | 294    |
| 32              | GT2    | 96  | Virgo Motorsport           | Sean McInerney Michael McInerney Michael Vergers               | Ferrari F430 GTC            | Ferrari 4.0L V8            | D      | 280    |
| Nicht klassiert |        |     |                            |                                                                |                             |                            |        |        |
| 33              | GT2    | 75  | Endurance Asia Team        | Darryl O’Young Philippe Hesnault Plamen Kralev                 | Porsche 997 GT3-RSR         | Porsche 4.0L Flat-6        | D      | 186    |
| Ausgefallen     |        |     |                            |                                                                |                             |                            |        |        |
| 34              | LMP2   | 5   | Navi Team Goh              | Seiji Ara Keisuke Kunimoto Sascha Maassen                      | Porsche RS Spyder Evo       | Porsche MR6 3.4L V8        | M      | 339    |
| 35              | GT1    | 64  | Corvette Racing            | Oliver Gavin Olivier Beretta Marcel Fässler                    | Chevrolet Corvette C6.R     | Chevrolet LS7.R 7.0L V8    | M      | 311    |
| 36              | LMP2   | 25  | Ray Mallock Ltd.           | Thomas Erdos Mike Newton Chris Dyson                           | Lola B08/86                 | Mazda MZR-R 2.0 L Turbo I4 | M      | 273    |
| 37              | GT2    | 87  | Drayson Racing             | Paul Drayson Jonny Cocker Marino Franchitti                    | Aston Martin V8 Vantage GT2 | Aston Martin 4.5L V8       | M      | 272    |
| 38              | GT2    | 76  | IMSA Performance Matmut    | Patrick Pilet Raymond Narac Patrick Long                       | Porsche 997 GT3-RSR         | Porsche 4.0L Flat-6        | M      | 265    |
| 39              | LMP2   | 39  | Kruse-Schiller Motorsport  | Hideki Noda Jean de Pourtales Matthew Marsh                    | Lola B07/46                 | Mazda MZR-R 2.0L Turbo I4  | D      | 261    |
| 40              | LMP1   | 009 | Aston Martin Racing        | Stuart Hall2 Harold Primat Peter Kox                           | Lola-Aston Martin B09/60    | Aston Martin 6.0L V12      | M      | 252    |
| 41              | LMP1   | 10  | Team ORECA Matmut AIM      | Stéphane Ortelli Bruno Senna Tiago Monteiro                    | ORECA 01                    | AIM YS5.5 5.5L V10         | M      | 219    |
| 42              | LMP1   | 17  | Pescarolo Sport            | Simon Pagenaud Jean-Christophe Boullion Benoît Tréluyer        | Peugeot 908 HDi FAP         | Peugeot HDi 5.5L Turbo V12 | M      | 210    |
| 43              | LMP2   | 35  | OAK Racing                 | Matthieu Lahaye Guillaume Moreau Karim Ajlani                  | Pescarolo 01                | Mazda MZR-R 2.0L I4        | D      | 208    |
| 44              | LMP2   | 30  | Racing Box                 | Andrea Piccini Thomas Biagi Matteo Bobbi                       | Lola B08/80                 | Judd DB 3.4L V8            | M      | 203    |
| 45              | GT2    | 80  | Flying Lizard Motorsports  | Jörg Bergmeister Darren Law Seth Neiman                        | Porsche 997 GT3-RSR         | Porsche 4.0L Flat-6        | M      | 194    |
| 46              | GT2    | 89  | Hankook Team Farnbacher    | Dominik Farnbacher Allan Simonsen Christian Montanari          | Ferrari F430 GTC            | Ferrari 4.0L V8            | H      | 183    |
| 47              | LMP1   | 6   | Team LNT                   | Lawrence Tomlinson Richard Dean Nigel Moore                    | Ginetta-Zytek GZ09S         | Zytek ZG408 4.0L V8        | M      | 178    |
| 48              | LMP1   | 2   | Audi Sport North America   | Marco Werner Lucas Luhr Mike Rockenfeller                      | Audi R15 TDI                | Audi TDI 5.5L Turbo V10    | M      | 104    |
| 49              | LMP2   | 41  | GAC Racing Team            | Karim Ojjeh Claude-Yves Gosselin Philipp Peter                 | Zytek 07S/2                 | Zytek ZG384 3.4L V8        | M      | 102    |
| 50              | GT2    | 70  | Team Felbermayr-Proton     | Michel Lecourt Horst Felbermayr senior Horst Felbermayr junior | Porsche 997 GT3-RSR         | Porsche 4.0L Flat-6        | M      | 102    |
| 51              | GT1    | 72  | Luc Alphand Aventures      | Luc Alphand Stéphan Grégoire Patrice Goueslard                 | Chevrolet Corvette C6.R     | Chevrolet LS7.R 7.0L V8    | D      | 99     |
| 52              | LMP2   | 26  | Bruichladdich-Bruneau Team | Pierre Bruneau Marc Rostan Tim Greaves                         | Radical SR9                 | AER P07 2.0L Turbo I4      | D      | 91     |
| 53              | LMP2   | 40  | Quifel ASM Team            | Miguel Amaral Olivier Pla Guy Smith                            | Ginetta-Zytek GZ09S/2       | Zytek ZG348 3.4L V8        | D      | 46     |
| 54              | GT2    | 77  | Team Felbermayr-Proton     | Marc Lieb Wolf Henzler Richard Lietz                           | Porsche 997 GT3-RSR         | Porsche 4.0L Flat-6        | M      | 24     |
| 55              | GT1    | 68  | JLOC                       | Atsushi Yogō Yutaka Yamagishi Marco Apicella                   | Lamborghini Murciélago R-GT | Lamborghini 6.0L V12       | Y      | 1      |

1 Narain Karthikeyan verrenkte sich kurz vor dem Start bei einem Sturz von der Boxenmauer die Schulter und konnte nicht am Rennen teilnehmen. André Lotterer und Charles Zwolsman junior mussten das Rennen daher als Zweierteam bestreiten.
2 Stuart Hall wurde von der Rennleitung disqualifiziert, nachdem er einen Unfall mit einem Radical verursacht hatte, wodurch dieser aus dem Rennen geworfen wurde. Harold Primat und Peter Kox mussten daher bis zu ihrem Ausfall als Zweierteam weiterfahren.

### Nur in der Meldeliste
Hier finden sich Teams, Fahrer und Fahrzeuge die ursprünglich für das Rennen gemeldet waren, aber aus den unterschiedlichsten Gründen daran nicht teilnahmen.
| Pos. | Klasse | Nr. | Team                   | Fahrer | Chassis                     | Motor                  | Reifen |
| ---- | ------ | --- | ---------------------- | ------ | --------------------------- | ---------------------- | ------ |
| 56   | LMP1   | 20  | Epsilon Euskadi        |        | Euskadi ee2                 | Judd GV5.5 S2 5.5L V10 |        |
| 57   | LMP1   | 21  | Epsilon Euskadi        |        | Euskadi ee2                 | Judd GV5.5 S2 5.5L V10 |        |
| 58   | LMP2   | 29  | Racing Box             |        | Lola B08/80                 | Judd DB 3.4L V8        |        |
| 59   | LMP2   | 37  | Gerard Welter          |        | WR LMP2008                  | Zytek 2ZG348 3.4 L V8  |        |
| 60   | LMP2   | 49  | Vitaphone Racing Team  |        | Porsche RS Spyder           | Porsche MR6 3.4L V8    |        |
| 61   | GT1    | 50  | Larbre Compétition     |        | Saleen S7-R                 | Ford 7.0L V8           |        |
| 62   | GT1    | 55  | IPB Spartak Racing     |        | Lamborghini Murciélago R-GT | Lamborghini 6.0L V12   |        |
| 63   | GT1    | 60  | Gigawave Motorsport    |        | Aston Martini DBR9          | Aston Martin 6.0L V12  |        |
| 64   | GT2    | 86  | Snoras Spyker Squadron |        | Spyker C8 Laviolette GT2-R  | Audi 3.8L V8           |        |
| 65   | GT2    | 88  | Team Felbermayr Proton |        | Porsche 997 GT3-RSR         | Porsche 4.0L Flat-6    |        |

### Klassensieger
| Klasse | Fahrer           | Fahrer           | Fahrer           | Fahrzeug                | Platzierung im Gesamtklassement |
| ------ | ---------------- | ---------------- | ---------------- | ----------------------- | ------------------------------- |
| LMP1   | David Brabham    | Marc Gené        | Alexander Wurz   | Peugeot 908 Hdi FAP     | Gesamtsieg                      |
| LMP2   | Caspar Elgaard   | Kristian Poulsen | Emmanuel Collard | Porsche RS Spyder Evo   | Rang 10                         |
| GT1    | Johnny O’Connell | Jan Magnussen    | Antonio Garcia   | Chevrolet Corvette C6.R | Rang 15                         |
| GT2    | Jaime Melo       | Pierre Kaffer    | Mika Salo        | Ferrari F430 GTC        | Rang 18                         |

### Renndaten
- Gemeldet: 65
- Gestartet: 55
- Gewertet: 32
- Rennklassen: 4
- Zuschauer: 234.800
- Ehrenstarter des Rennens: Luca Cordero di Montezemolo, Präsident von Ferrari
- Wetter am Rennwochenende: heiß und trocken
- Streckenlänge: 13,629 km
- Fahrzeit des Siegerteams: 24:01:45.442 Stunden
- Runden des Siegerteams: 382
- Distanz des Siegerteams: 5206,280 km
- Siegerschnitt: 216,664 km/h
- Pole Position: Stéphane Sarrazin – Peugeot 908 Hdi FAP (# 8) – 3:22,888 = 241,830 km/h
- Schnellste Rennrunde: Nicolas Minassian – Peugeot 908 Hdi FAP (#7) – 3:24,352 = 240,097 km/h
- Rennserie: zählte zu keiner Rennserie